# Hyla annectans
Hyla annectans – gatunek płaza bezogonowego z rodziny rzekotkowatych (Hylidae).

## Taksonomia
W obrębie gatunku wyróżnia się kilka podgatunków.

## Występowanie
Płaz ten występuje w północno-wschodnich Indiach, północnej i wschodniej Mjanmie, skrajnie północno-zachodniej Tajlandii, północnym Wietnamie oraz południowych i centralnych Chinach. Jego obecność w Bangladeszu, Bhutanie i Laosie nie jest pewna.
Stworzenie zamieszkuje lasy liściaste i wiecznie zielone, prowadząc nadrzewny tryb życia. Spotykano je także na terenach trawiastych i rolniczych w pobliżu lasów.

## Rozmnażanie
Przebiega w różnego typu zbiornikach wodnych, w tym na tarasowych polach ryżowych, a nawet w kałużach na drogach gruntowych.

## Status
W Czerwonej księdze gatunków zagrożonych IUCN płaz ten od 2004 roku klasyfikowany jest jako gatunek najmniejszej troski (LC, ang. Least Concern).
Zwierzę to wydaje się bardzo pospolite w chińskiej części swego zasięgu występowania, na południu zaś (Tajlandia, Wietnam) prawdopodobnie jest rzadkie, gdyż nie występują o nim aktualne dane.
Trend liczebności populacji oceniany jest jako spadkowy.